# Burghers portuguesos
Els burghers portuguesos són un grup ètnic de Sri Lanka, que descendeixen de portuguesos i singalesos. Són un grup humà catòlic que parlen un idioma crioll amb bases portugueses i del tàmil i el singalès. Actualment l'idioma més comú és l'anglès (com a llengua principal o materna) i el tàmil (segona llengua apresa a l'escola). Malgrat que els burghers portuguesos s'han mesclat amb els burghers neerlandesos es consideren dos grups ètnics diferents.

## Orígens
Els burghers portuguesos són majoritàriament descendents de mestissos (generalment de pare portuguès i mare singalesa, o més rarament de mare singalesa de descendents portuguesos i pare singalès) que varen néixer durant el segle xvi, després que els exploradors portuguesos trobessin la ruta marítima cap a l'oceà Índic.
Quan els neerlandesos van prendre la costa de Sri Lanka (antigament Ceilan), els descendents dels portuguesos van refugiar-se al regne de Kandyan, sota el domini dels singalesos. Amb el temps, els descendents neerlandesos i portuguesos es casaren. Sota el domini holandès el portuguès estava prohibit, però la comunitat lusòfona era tant extensa que els neerlandesos van començar a parlar portuguès.
Malgrat les desavantatges econòmiques, els burghers portuguesos varen mantenir la seva identitat cultural portuguesa, i l'idioma crioll se seguí emprant fins i tot dins les famílies de burghers neerlandesos fins a finals del segle xix. Actualment el crioll es troba limitat al registre oral i la majoria de parlants es troben a Batticaloa i Trincomalee. La llengua criolla, així com la cultura i religió portugueses, també han estat adoptades pels kaffirs (d'origen africà) de Puttalam, ja que varen ser els portuguesos, els neerlandesos i els britànics qui varen portar els kaffirs a Sri Lanka, principalment com a esclaus.

## Genètica
Fenotípicament els burghers poden presentar tant pell clara com fosca, així com trets facials típics del Mediterrani o d'altres punts d'Europa. És freqüent que en una mateixa família hi hagi diferents fills que presentin diferents trets característics.